# Ferrito di sodio
Il ferrito di sodio (nome IUPAC diossoferrato(III) di sodio) è un composto inorganico di formula NaFeO2. Si presenta come una polvere cristallina rossa insolubile in acqua. Analisi per diffrazione di raggi X hanno dimostrato che il composto non è un ossido misto e contiene l'anione FeO2-.

Esistono anche i diossoferrati(II), tra cui il diossoferrato(II) di disodio Na2FeO2.

## Sintesi
Il diossoferrato(III) di sodio viene sintetizzato per disidratazione di una miscela di idrossido ferrico e idrossido di sodio:
{\displaystyle {\ce {Fe(OH)3 + NaOH -> NaFeO2+ 2 H2O}}}
L'idrossido ferrico può essere sostituito dall'ossido ferrico
{\displaystyle {\ce {Fe2O3 + 2 NaOH -> 2 NaFeO2 + H2O}}}
La magnetite sciolta in NaOH concentrata ad alta temperatura genera anch'essa sodio diossoferrato(III) e sodio diossoferrato(II):
{\displaystyle {\ce {Fe3O4 + 4 NaOH -> 2 NaFeO2 + Na2FeO2 + 2 H2O}}}
Questa reazione è un rilevante problema nelle caldaie ad alta pressione, nelle quali l'ambiente alcalino distrugge lo strato di magnetite che riveste il metallo di cui sono fatte creando malfunzionamenti.
Il ferro metallico in soluzione di idrossido di sodio genera sodio diossoferrato(II) e idrogeno:
{\displaystyle {\ce {Fe + 2 NaOH -> Na2FeO2 + H2}}}

## Applicazioni
Le sue proprietà chimico-fisiche sono attualmente ancora in fase di studio per possibili applicazioni in elettronica. 

Viene studiato, assieme al diossoferrato(II) di sodio Na2FeO2 per risolvere i problemi di corrosione delle caldaie.